# Invasão do Golfo de Lingayen
A Invasão do Golfo de Lingayen foi uma operação naval e anfíbia lançada pelos Aliados contra as ilhas Filipinas ocupadas pelo Japão durante a Segunda Guerra Mundial. A missão começou em 6 de janeiro de 1945, quando uma grande frota, liderada pelo almirante norte-americano Jesse B. Oldendorf se aproximaram da costa de Lingayen, na ilha de Luzon. A marinha dos Estados Unidos, apoiada pela Marinha Real Australiana, bombardeou intensamente as posições japonesas na costa, expulsando-os de suas posições no Golfo de Lingayen. Três dias depois, a 9 de janeiro, as forças terrestres e navais japonesas na região haviam sido destruídas. Tropas americanas do exército e dos fuzileiros desembarcaram então nas cidades de Lingayen e San Fabian, na província de Pangasinán, conquistando-as rapidamente. Os Aliados então avançaram para conquistar Luzon.

## Fotos

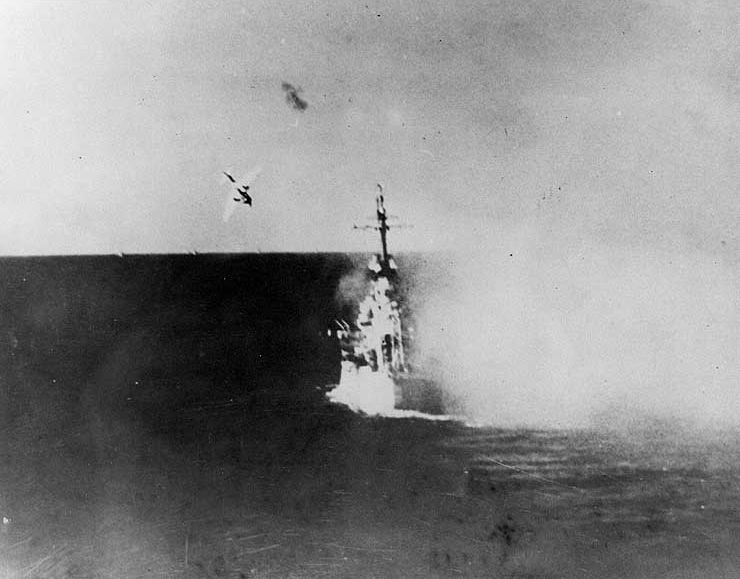
O USS Columbia (CL-56) sendo atacado por aviões kamikaze japoneses, em 6 de janeiro de 1945.
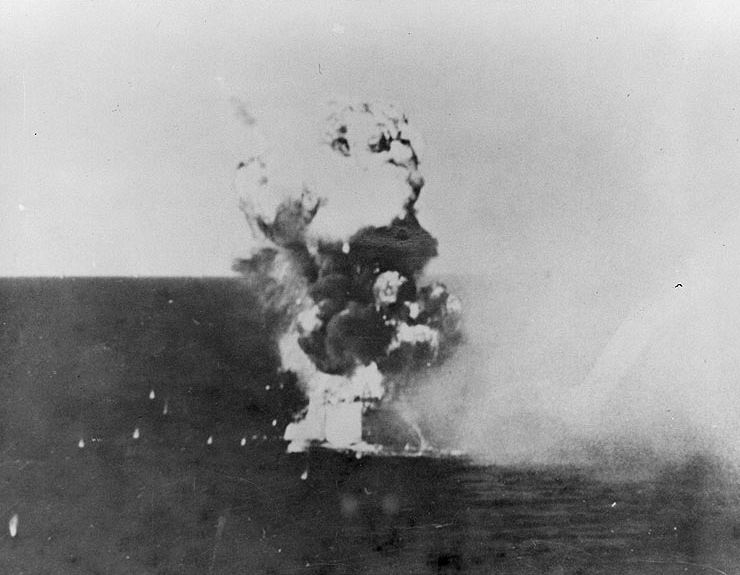
O USS Columbia explodindo após ter sido atingido em cheio por um kamikaze.